# Ozarkia novaegalleciae
Espèce
Synonymes
- Neoleptoneta novaegalleciae Brignoli, 1979

Ozarkia novaegalleciae est une espèce d'araignées aranéomorphes de la famille des Leptonetidae.

## Distribution
Cette espèce est endémique du Nouveau-Mexique aux États-Unis. Elle se rencontre dans les grottes Dome Cave, Ladder Cave et New Cave dans le parc national des grottes de Carlsbad.

## Description
Le mâle holotype mesure 1,72 mm.

## Publication originale
- Brignoli, 1979 : On some cave spiders from Guatemala and United States (Araneae). Revue Suisse de Zoologie, vol. 86, p. 435-443 (texte intégral).